# Upper Austria Ladies Linz 2023 - Qualificazioni singolare
Le qualificazioni del singolare dell'Upper Austria Ladies Linz 2023 sono un torneo di tennis preliminare per accedere alla fase finale della manifestazione disputate il 5 e 6 febbraio 2023. I vincitori dell'ultimo turno sono entrati di diritto nel tabellone principale. In caso di ritiro di uno o più giocatori aventi diritto a questi sono subentrati i Lucky loser, ossia i giocatori che hanno perso nell'ultimo turno ma che avevano una classifica più alta rispetto agli altri partecipanti che avevano comunque perso nel turno finale.

## Teste di serie
1. Varvara Gračëva (ultimo turno, lucky loser)
2. Kateryna Baindl (primo turno)
3. Markéta Vondroušová (spostata nel tabellone principale)
4. Dalma Gálfi (qualificata)
5. Viktorija Tomova (qualificata)
6. Rebeka Masarova (qualificata)

1. Sara Errani (qualificata)
2. Kamilla Rachimova (ultimo turno, lucky loser)
3. Anna-Lena Friedsam (qualificata)
4. Viktória Kužmová (primo turno)
5. Marina Bassols Ribera (qualificata)
6. Clara Tauson (ultimo turno, lucky loser)

## Qualificate
1. Anna-Lena Friedsam
2. Marina Bassols Ribera
3. Sara Errani

1. Dalma Gálfi
2. Viktorija Tomova
3. Rebeka Masarova

## Lucky loser
1. Varvara Gračëva
2. Kamilla Rachimova

1. Clara Tauson

## Tabellone

### Legenda
| - Q = Qualificato - WC = Wild card - LL = Lucky loser | - ALT = Alternate - SE = Special Exempt - PR = Protected Ranking | - w/o = Walkover - r = Ritirato - d = Squalificato |

### Sezione 1
|  | Primo turno | Primo turno            | Primo turno            | Primo turno | Primo turno |  |  | Ultimo turno | Ultimo turno       | Ultimo turno | Ultimo turno | Ultimo turno |  |
|  |             |                        |                        |             |             |  |  |              |                    |              |              |              |  |
|  | 1           | Varvara Gračëva        | Varvara Gračëva        | 6           | 6           |  |  |              |                    |              |              |              |  |
|  |             | Sinja Kraus            | Sinja Kraus            | 2           | 4           |  |  | 1            | Varvara Gračëva    | 6            | 3            | 1            |  |
|  |             | Ingrid Gamarra Martins | Ingrid Gamarra Martins | 1           | 2           |  |  | 9            | Anna-Lena Friedsam | 2            | 6            | 6            |  |
|  | 9           | Anna-Lena Friedsam     | Anna-Lena Friedsam     | 6           | 6           |  |  |              |                    |              |              |              |  |

### Sezione 2
|  | Primo turno | Primo turno           | Primo turno           | Primo turno | Primo turno |  |  | Ultimo turno | Ultimo turno          | Ultimo turno | Ultimo turno | Ultimo turno |  |
|  |             |                       |                       |             |             |  |  |              |                       |              |              |              |  |
|  | 2           | Kateryna Baindl       | Kateryna Baindl       | 1           | 4           |  |  |              |                       |              |              |              |  |
|  |             | Noma Noha Akugue      | Noma Noha Akugue      | 6           | 6           |  |  |              | Noma Noha Akugue      | 4            | 6            | 3            |  |
|  |             | Miriam Kolodziejová   | Miriam Kolodziejová   | 1           | 4           |  |  | 11           | Marina Bassols Ribera | 6            | 3            | 6            |  |
|  | 11          | Marina Bassols Ribera | Marina Bassols Ribera | 6           | 6           |  |  |              |                       |              |              |              |  |

### Sezione 3
|  | Primo turno | Primo turno      | Primo turno      | Primo turno | Primo turno |  |  | Ultimo turno | Ultimo turno | Ultimo turno | Ultimo turno | Ultimo turno |  |
|  |             |                  |                  |             |             |  |  |              |              |              |              |              |  |
|  | Alt         | Johanna Hiesmair | Johanna Hiesmair | 3           | 2           |  |  |              |              |              |              |              |  |
|  |             | Andrea Gámiz     | Andrea Gámiz     | 6           | 6           |  |  |              | Andrea Gámiz | Andrea Gámiz | 2            | 3            |  |
|  |             | Denisa Hindová   | 7                | 1           | 1           |  |  | 7            | Sara Errani  | Sara Errani  | 6            | 6            |  |
|  | 7           | Sara Errani      | 64               | 6           | 6           |  |  |              |              |              |              |              |  |

### Sezione 4
|  | Primo turno | Primo turno       | Primo turno       | Primo turno | Primo turno |  |  | Ultimo turno | Ultimo turno      | Ultimo turno | Ultimo turno | Ultimo turno |  |
|  |             |                   |                   |             |             |  |  |              |                   |              |              |              |  |
|  | 4           | Dalma Gálfi       | Dalma Gálfi       | 7           | 6           |  |  |              |                   |              |              |              |  |
|  | WC          | Melanie Klaffner  | Melanie Klaffner  | 65          | 4           |  |  | 4            | Dalma Gálfi       | 6            | 4            | 7            |  |
|  | WC          | Veronika Bokor    | Veronika Bokor    | 4           | 0           |  |  | 8            | Kamilla Rachimova | 4            | 6            | 5            |  |
|  | 8           | Kamilla Rachimova | Kamilla Rachimova | 6           | 6           |  |  |              |                   |              |              |              |  |

### Sezione 5
|  | Primo turno | Primo turno              | Primo turno              | Primo turno | Primo turno |  |  | Ultimo turno | Ultimo turno             | Ultimo turno | Ultimo turno | Ultimo turno |  |
|  |             |                          |                          |             |             |  |  |              |                          |              |              |              |  |
|  | 5           | Viktorija Tomova         | Viktorija Tomova         | 6           | 6           |  |  |              |                          |              |              |              |  |
|  |             | Barbara Haas             | Barbara Haas             | 2           | 1           |  |  | 5            | Viktorija Tomova         | 6            | 4            | 6            |  |
|  | WC          | Anastasija Pavljučenkova | Anastasija Pavljučenkova | 6           | 6           |  |  | WC           | Anastasija Pavljučenkova | 3            | 6            | 3            |  |
|  | 10          | Viktória Kužmová         | Viktória Kužmová         | 3           | 4           |  |  |              |                          |              |              |              |  |

### Sezione 6
|  | Primo turno | Primo turno           | Primo turno           | Primo turno | Primo turno |  |  | Ultimo turno | Ultimo turno    | Ultimo turno    | Ultimo turno | Ultimo turno |  |
|  |             |                       |                       |             |             |  |  |              |                 |                 |              |              |  |
|  | 6           | Rebeka Masarova       | Rebeka Masarova       | 6           | 6           |  |  |              |                 |                 |              |              |  |
|  | PR          | Georgina García Pérez | Georgina García Pérez | 0           | 3           |  |  | 6            | Rebeka Masarova | Rebeka Masarova | 6            | 6            |  |
|  | WC          | Alina Michalitsch     | Alina Michalitsch     | 0           | 2           |  |  | 12           | Clara Tauson    | Clara Tauson    | 4            | 2            |  |
|  | 12          | Clara Tauson          | Clara Tauson          | 6           | 6           |  |  |              |                 |                 |              |              |  |